# Gimsøya

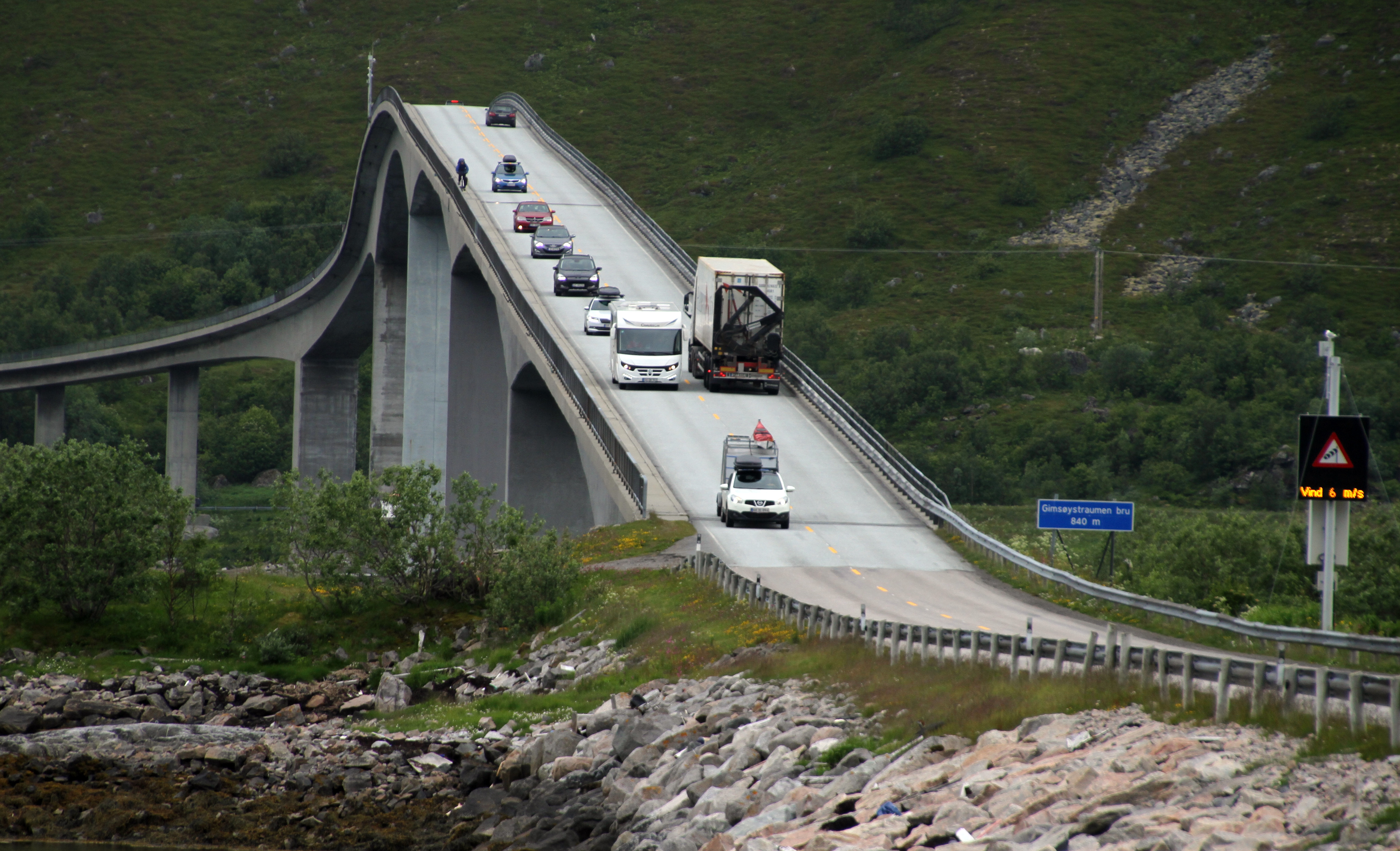
Ponte sul Gimsøystraumen

Gimsøya è un'isola facente parte dell'arcipelago delle Lofoten in Norvegia.
L'isola fa parte del comune di Vågan nella contea di Nordland, ha una superficie di 46,4 km² e una popolazione di 181 persone (2016).
Gimsøya è situata tra le isole di Austvågøy a est e Vestvågøy a ovest dalle quali è separata dagli stretti di Gimsøystraumen e Sundklakkstraumen entrambi caratterizzati da forti correnti di marea. I ponti di Gimsøystraumen (1981) e Sundklakkstraumen (1976), attraversati dalla Strada europea E10, che percorre la costa meridionale dell'isola, la collegano via terra con le isole circostanti.
L'isola è parzialmente costituita da torbiere, nella parte più meridionale è prevalentemente rocciosa e raggiunge la massima elevazione nella parte sudorientale con il monte Svarttinden, 768 m s.l.m. la costa nordoccidentale presenta lunghe spiagge sabbiose.
Sull'isola si trova la chiesa di Gimsøysand consacrata nel 1876. Nella località di Kleivan si trova la più settentrionale delle pietre runiche della Norvegia.
Sull'isola si trova una riserva naturale che tutela le torbiere e le aree umide della parte interna e occidentale dell'isola